# ラビナ
ラビナ（英字表記:LOVINA）、アンドラビナ（英字表記:&LOVINA）は、青森県青森市に所在する青森駅の駅ビル。JR東日本青森商業開発が運営している。本項では&LOVINAについても述べる。

## 概要
ラビナは、青森駅東口駅舎に隣接するりんご市場を撤去した跡地に1986年（昭和61年）開業した。当時の4代目駅舎とは隣接していたが、建物同士が繋がっておらず、駅とラビナを移動する場合、一度外に出て出入りする必要があった。

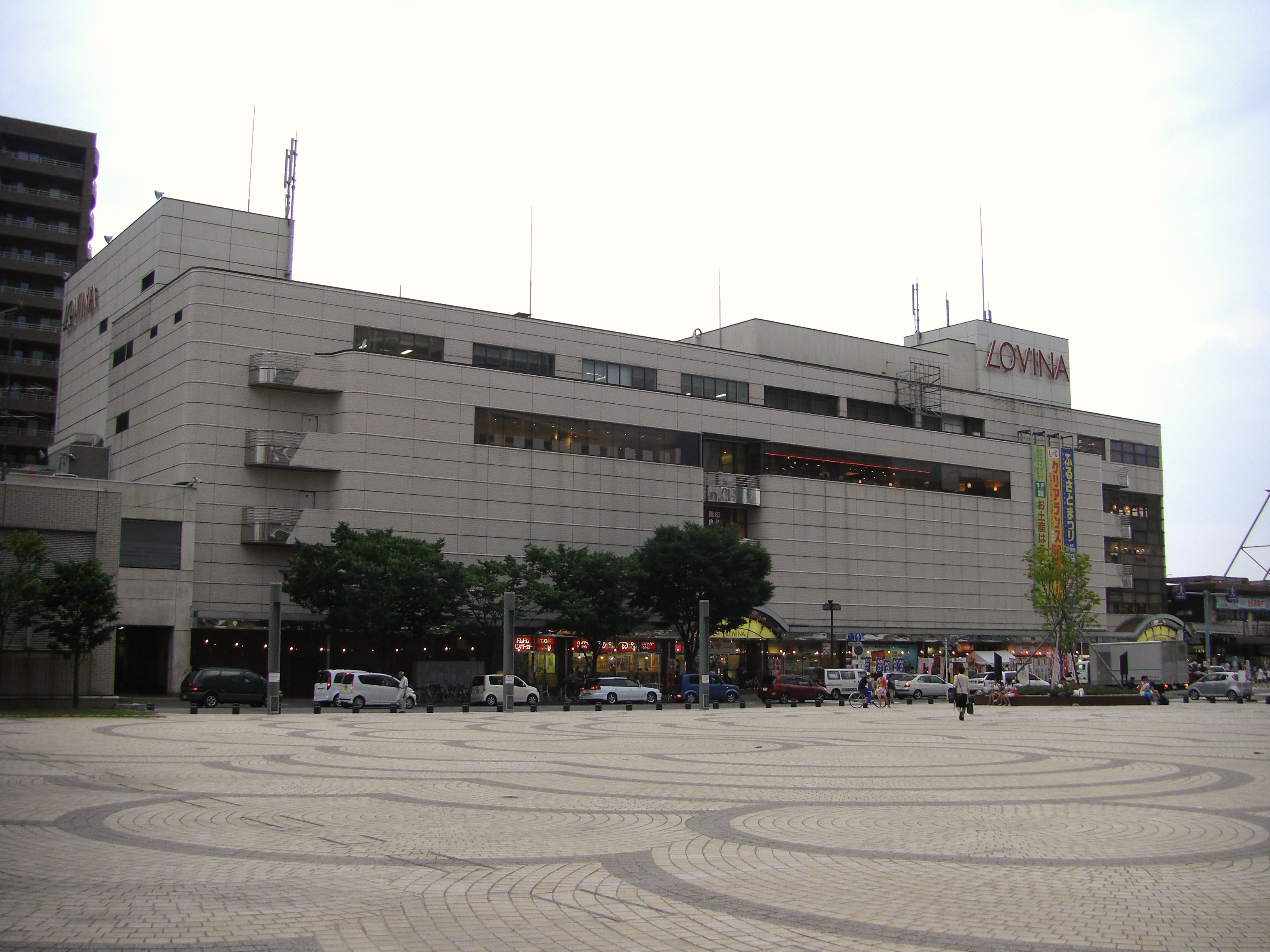
駅舎改築前のラビナと青森駅

2024年（令和6年）4月26日、ラビナに隣接する旧青森駅東口駅舎跡地に、JR青森駅東口ビルが開業し、同ビルの1階から3階までが商業施設「アンドラビナ」となった。
JR青森駅東口ビルの開業と同時に、商業施設「アンドラビナ」3階部分と青森駅改札外コンコースを結ぶ通路が完成し、当駅史上初めて、駅舎と駅ビルが建物内で直結された。
同日、JR青森駅東口ビルの4階に入居する、行政施設「青森市民美術展示館」及び「あおもり縄文ステーション じょもじょも」もオープンした。
同年7月11日、JR青森駅東口ビルの高層階4階から10階にウエルネスホテル「ReLabo」がオープン。
7月19日には「ラビナ」と「アンドラビナ」の2階・3階部分を結ぶ連絡通路が完成し、両館を跨いだ一体的な移動とショッピングが可能となった。

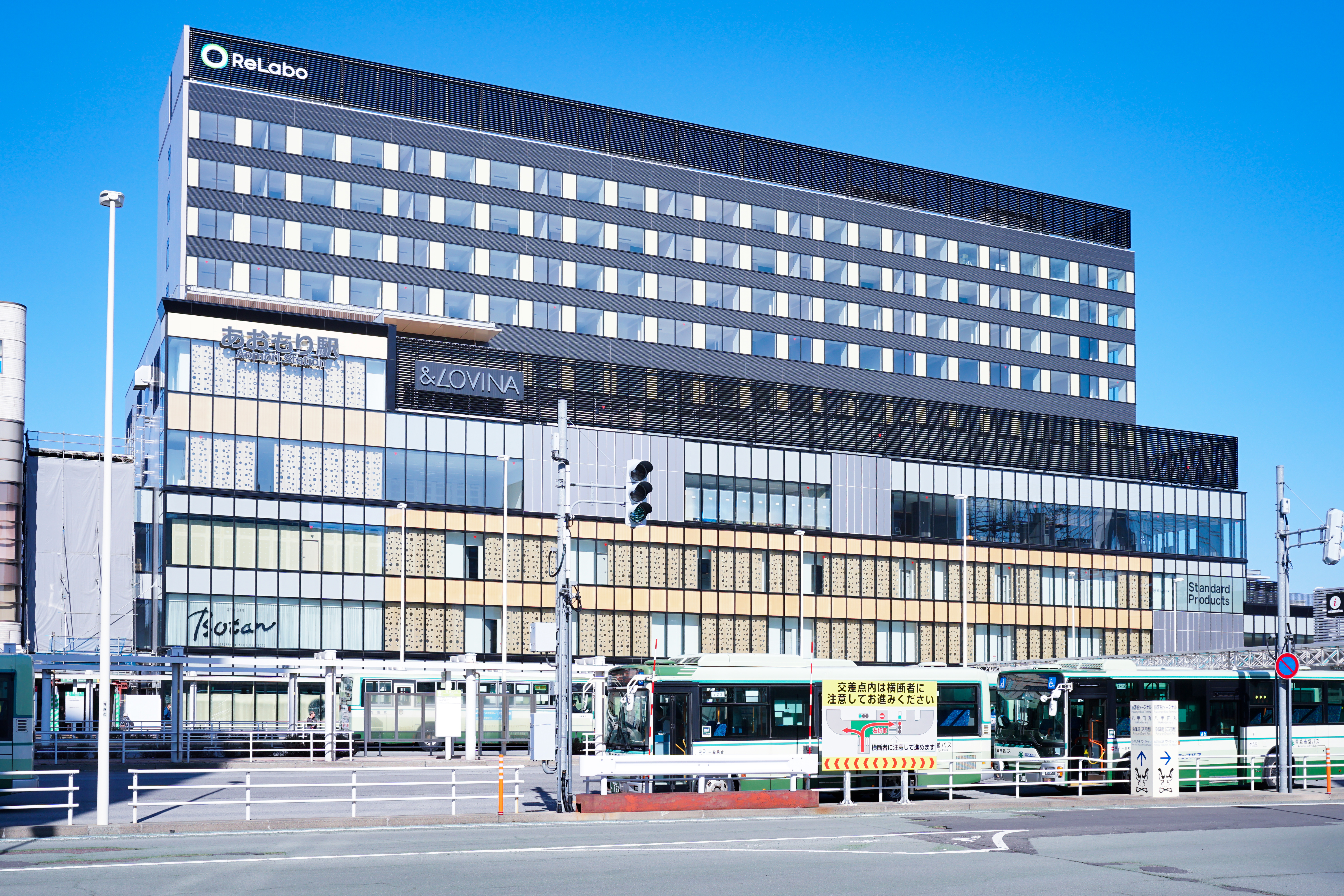
JR青森駅東口ビル

アンドラビナの名称が公表されるまで、入居予定のテナントの幾つかは、「青森ラビナ北館店」の仮称で求人募集を行っていた。

## 名前の由来
青森をこよなく愛するという意味が込められた、「Loving Aomori」の造語である。

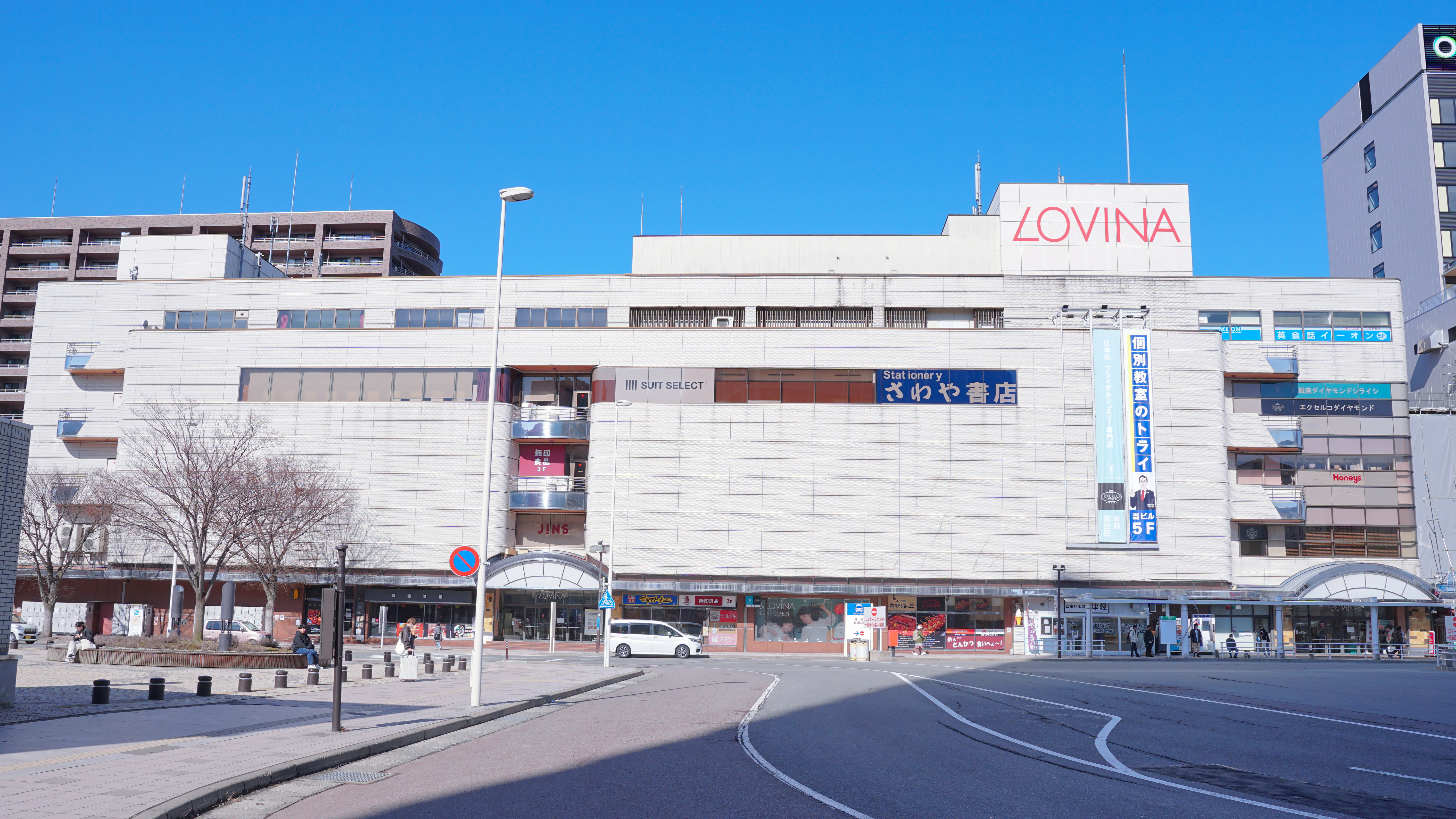
正面右上に「LOVINA」の塔屋

## フロア構成と主なテナント

### ラビナ（LOVINA）

#### 5階
- 個別教室のトライ[8]
- 英会話 イーオン[8]

#### 4階
さわや書店と美容室など6店舗が出店。

#### 3階
2024年7月19日に無印良品が3階ワンフロアを全て使い、青森県内最大規模に増床して全面リニューアルオープンした。

#### 2階
2階は2024年7月19日に全面リニューアルオープンして以下の9店舗となった。
- ABC-MART（2024年7月新規オープン）[9]
- ドトールコーヒーショップ（2024年7月新規オープン）[9]
- SM2
- MAJESTIC LEGON ／ le coeur.blanc
- JINS
- OPAQUE.CLIP
- シューズストック
- きものやまと
- ハニーズ

#### 1階
ギフト&デイリーマーケット - ジュピターコーヒー、永井久慈良餅店（久慈良餅）、新宿さぼてん、わくわく広場など20店舗が出店しているほか、ATMコーナーが設置されている。
2024年11月29日、首都圏を中心に展開するマリオンクレープが青森市初出店。

### アンドラビナ（&LOVINA）
JR青森駅東口ビルのうち、1階から3階までが商業施設「アンドラビナ」となっている。
出店テナント全店の一覧・詳細情報は公式を参照。

#### 3階
Play my fun（ファッション、グッズなどの店舗で構成）。
県内初出店のスタンダードプロダクツ、東北初出店の好日山荘などが出店。青森駅改札階と連絡通路が設置されているほか、青森ウォーターフロントを見渡せる「そらうみテラス」がある。

#### 2階
Be myself（ファッション、グッズ 、サービスなどの店舗で構成）。
県内初出店のPLAZAをはじめ、DAISOなど12店舗が出店。

#### 1階
Pit stop（カフェ、レストラン、フード、ドラッグストアなどの店舗で構成）。
マツモトキヨシ、スターバックスコーヒー、サイゼリヤなどが出店しているほか、フロア中央に青森駅東西自由通路が通っている。

## 付記
- 5階には「ラビナホール」という名の催事ホールがあったが、2020年現在はキッズスペースのもくもく木育広場となっていた。
- ラビナと青森駅4代目駅舎の間には「駅（エキ）とラビナの間」をもじった「エビナ」という名称がつけられており、旧駅舎時代は「エビナ」の看板も設置されていた。
- かつて「ラビちゃん」というウサギのイメージキャラクターが存在していた。